# World Indoor Soccer League
La World Indoor Soccer League (WISL) fou una competició futbolística indoor disputada per clubs dels Estats Units i Mèxic que estigué activa entre 1998 i 2001.

## Historial
Fonts:
| Temporada | Campió             | Marcador / sèries | Segon              |
| --------- | ------------------ | ----------------- | ------------------ |
| 1998      | Dallas Sidekicks   | 6 a 2             | Sacramento Knights |
| 1999      | Sacramento Knights | 7 a 6             | Dallas Sidekicks   |
| 2000      | Monterrey La Raza  | 6 a 5 (SO 3-1)    | Dallas Sidekicks   |
| 2001      | Dallas Sidekicks   | 2-1               | San Diego Sockers  |

## Equips participants
- Arizona Thunder
- Dallas Sidekicks
- Houston Hotshots
- Monterrey La Raza
- Portland Pythons
- Sacramento Knights
- San Diego Sockers
- St. Louis Steamers
- Utah Freezz